# 湖紅點鮭
湖红点鲑（學名：Salvelinus namaycush），又称突吻红点鲑或湖鳟（英語：lake trout），是一种淡水红点鲑，主要生活北美北部的湖泊。湖红点鲑是重要的游钓鱼和食用鱼。

## 分类
湖红点鲑是Cristovomer亚属的唯一成员，该亚属较红点鲑属（最基础的红点鲑亚属，含有溪红点鲑和阿氏红点鲑）进步，但较其他红点鲑属的成员基础。

## 分布
从动物地理学的角度来看，湖红点鲑的分布相对狭窄。其自然发布仅包括北美洲北部，其核心分布区在加拿大，但也包括阿拉斯加及美国东北的部分地区。湖红点鲑已经在北美以及世界上许多其他地区（主要是欧洲）广泛引入，但也引入了南美和亚洲的某些地区。尽管湖红点鲑在1890年代被合法地引入黄石国家公园的肖肖尼湖、路易斯湖和心湖，在1980年代湖红点鲑又被非法或无意地引入了黄石湖，现在被认为是入侵物种。

## 描述

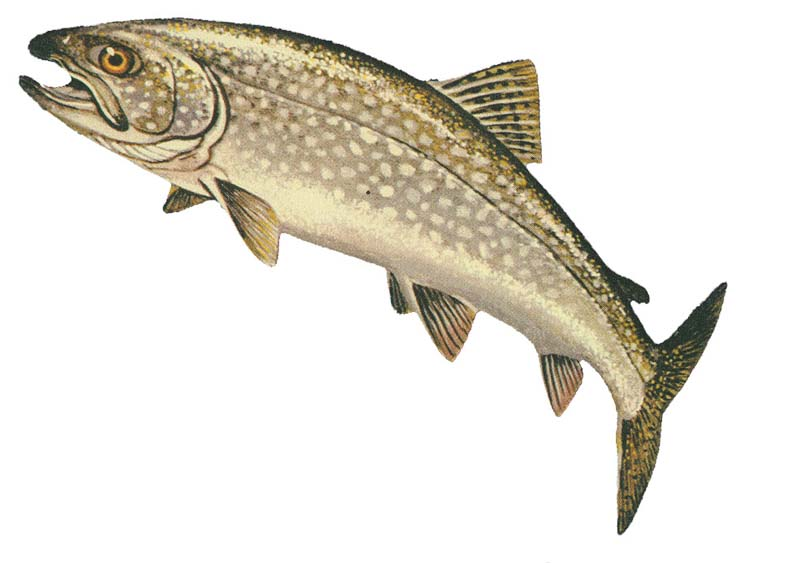
湖红点鲑

湖红点鲑是红点鲑属最大的成员。最大体长可达1.5米，最大体重46千克，体重7-18千克的个体并不罕见。湖红点鲑的平均体长60-90厘米。IGFA记录在案的湖红点鲑最大垂钓纪录体长1.5米，体重33千克，于1995年在大熊湖中。

## 生活史
湖红点鲑栖息在寒冷，富含氧气的水域中。在夏季分层期间，它们在湖泊上层活动，通常生活的深度为20—60米（66—197英尺） 。
和其他生活在营养贫乏水域的鱼类一样，湖红点鲑是一种生长缓慢的鱼类，性成熟也晚。因此，其种群极易遭受过度捕捞。由于孵化场放养和过度采集的混合影响，许多湖红点鲑在原产地的种群受到了严重破坏。对湖红点鲑的另一个威胁是水质酸化。水质酸化会对湖红点鲑造成直接危害，也会通过减少猎物（例如Mysis relicta ）的种群而对其种群产生长期影响。 
湖红点鲑有三个亚种：普通湖红点鲑（Salvelinus namaycush namaycush），突吻湖红点鲑（Salvelinus namaycush siscowet）和较不常见的深水湖红点鲑（Salvelinus namaycush huronicus）。在夏季分层期间，一些湖泊没有中上层小型滤食性鱼类。在这些湖泊中，鳟鱼有一条被称为浮游生物的生活史。浮游种群中的湖鳟鱼非常丰富，生长非常缓慢，并且成熟程度相对较小。在那些确实含有深水草料的湖泊中，鳟鱼变成食鱼。食肉湖鳟鱼生长快得多，成熟时更大，但数量较少。尽管丰度有所不同，但是在相似的湖泊中，鳟鱼的生物量密度是相当一致的，无论它们所包含的鳟鱼种群是浮游性还是食鱼性。：

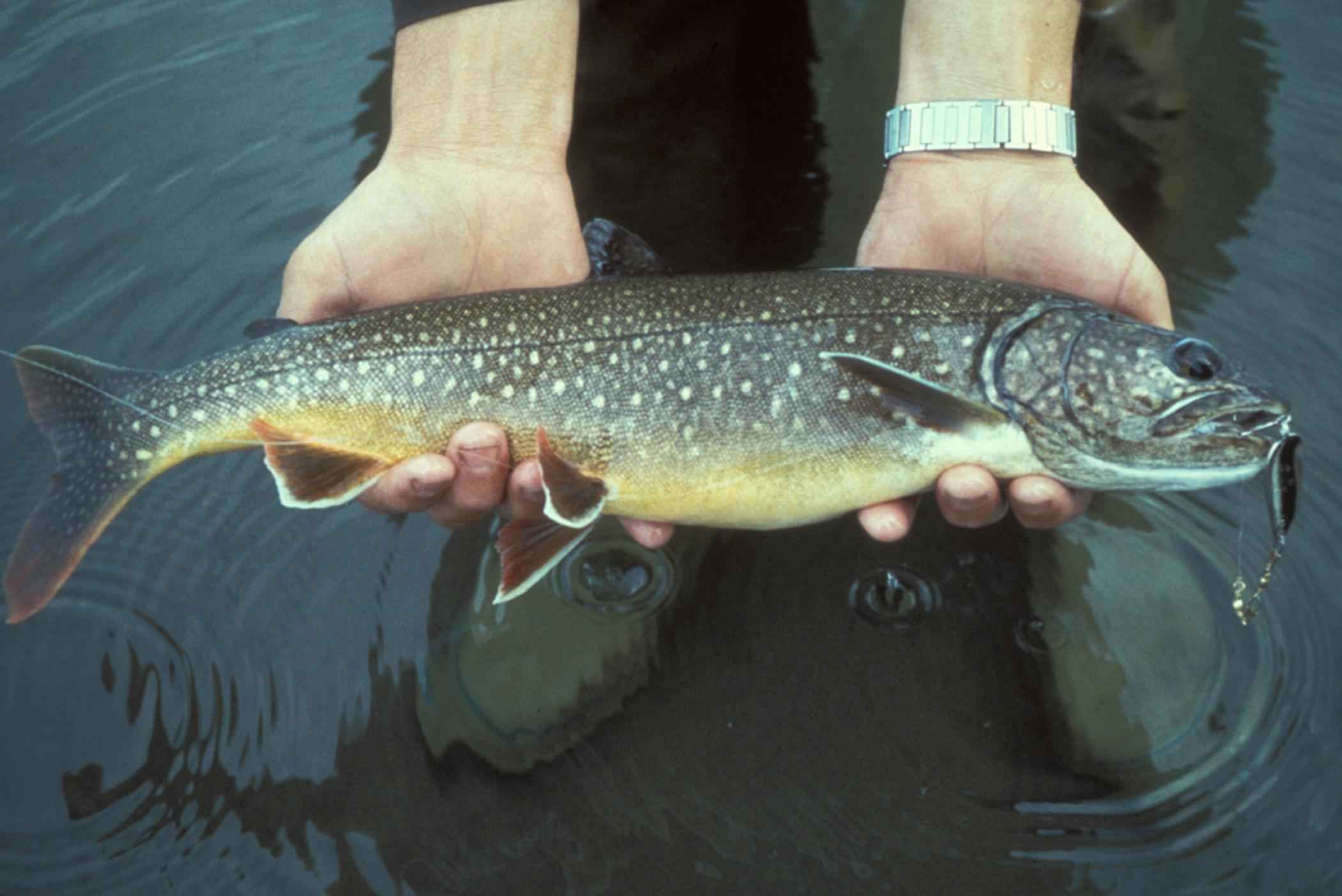
婚姻色的湖红点鲑。

在苏必利尔湖，普通湖红点鲑（S. n. namaycush）和突吻湖红点鲑（S. n. siscowet）生活在一起。普通湖红点鲑倾向于留在较浅的水域，而突吻湖红点鲑则留在较深的水域。普通湖红点鲑（也称为“瘦”湖红点鲑）比相对突吻湖红点鲑身材苗条。近年来，由于其深水猎物：白鲑的区域性灭绝和其本身种群过度开发，突吻湖红点鲑数量已大大降低。在上个世纪，由于突吻湖红点鲑体型庞大脂肪含量高，对其进行商业捕捞的兴趣很高。自1970年以来，其种群数量已反弹，据估计苏必利尔湖的数量约为1亿。威斯康星大学麦迪逊分校的动物学教授詹姆斯·基切尔（James Kitchell）认为，商业渔业的有效约束和对海七鳃鳗 （Petromyzon marinus）数量控制的坚持可成功恢复苏必利尔湖的湖红点鲑种群。 “从湖泊中发生的情况和计算机模拟的结果来看，很明显，如果想让湖红点鲑继续生活在苏必利尔湖，对海七鳃鳗的种群控制必须继续。” 